# Giulio Cottrau
Giulio Cottrau (* 29. Oktober 1831 in Neapel; † 25. Oktober 1916 in Rom) war ein  italienischer Komponist.
Cottrau war ein Sohn des aus Frankreich stammenden Komponisten Guglielmo Cottrau. Auch sein Bruder Teodoro Cottrau wurde
als Komponist bekannt. Neben Liedern im Volkston, die teilweise sehr populär wurden, komponierte Cottrau mehrere Opern.

## Opern
- Griselda (Libretto: Enrico Golisciani), UA 1878
- Cordelia
- Imelda